# فرط كيتون الجسم
 فَرْطُ كيتونِ الجِسْمِ أو كيتوزية (بالإنجليزية:Ketosis) (بالفرنسية:interstitium) ،هيَ حالة مَرضية تنتج عن تراكم الأجسام الكتيونية (Ketone Bodies) في الدِم (Ketonemia) وظهورها في البَول (Ketonuria)، بِحيث يُصبح تَركيزها أعلى مِن 5 مل مكافئ/لتر، وتكون مَصحوبة برائحة أسيتون تَخرج مَع التَنفس، ويصبح من المُمكن الكَشف عن الأسيتون في البَول.

## التفسير
يَحدث فرط كيتون الجِسم نَتيجة خَلل في عَمليات الأَيض بِحيث يَحدث ارتفاع مُستوى السُكر بِالدَم والأَجسام الكيتونية بالدَم والبَول، بحيث يُصبح مُستوى السُكر في الدَم 250 مغ/ديسيليتر ،وَتَزداد فِي هذه المَرحلة عَمليات تصنيع الغلوكوز فِي الكَبِد نَظراً لِعدم قُدرة الجِسم على استخدام السُكر المَوجود بِالدَم نَظراً لِعدم وُجود الأَنسولين وَزِيادة تَحطيم الغلايكوجين المُخزن بِالكبد وَزِيادة تَحلل اللايبيدات مِما يُؤدي إِلى زِيادة تركيز الأَحماض الدُهنية في الدَم ويَستخدم الكَبد هذه الأَحماض في عَمليات الأَيض كَمصدر للطاقة بدلاً من الغلوكوز مما يُؤدي إِلى تَراكم الأَحماض مِثل الكيتونات والأَحماض الكيتونية وَهذه الكيتونات تَشمل: الأَسيتون، البيتا هيدروكسي بيوتيرات (B-hydroxybutyric acid) والاَسيتو أسيتات.

## الأسباب
1. الجُوع لِفترات طَويلة.
2. مَرض السُكري.

## الدرجات
هناك عدة عوامل تُأثر على تركيز أجسام الكيتون في الجِسم، فَبالتالي تَكون هُناك دَرجات لمرض فَرط كيتون الجِسم، وهي كَالتالي:
| التركيز في الدَم (millimolar) | الحالة                                         |
| ---------------------------- | ---------------------------------------------- |
| <0.2                         | لا يُوجد فَرط في كيتون الجِسم                     |
| 0.2 - 0.5                    | فَرط خَفيف في كيتون الجِسم                        |
| 0.5 - 3                      | فَرط غذائي في كيتون الجِسم                       |
| 2.5 - 3.5                    | فَرط في كيتون الجِسم يَحصل ما بعد ممارسة التمارين |
| 3 - 6                        | فَرط في كيتون الجِسم بسبب المَجاعة                |
| 15 - 25                      | فَرط حِمضي في كيتون الجِسم                        |

## الأعراض
1. التَنفس بِشكل سِريع.
2. اضِطرابات في الدِماغ والوَعي.
3. بُروز البَطن.
4. ظُهور رائحة من الفَم تُشبه الأَسيتون.
5. ظهُور علامات الجَفاف، والتي تَشمل جَفاف الفَم.
6. ضُعف النَبض.
7. هُبوط الضَغط.

## التِشخيص
عادة ما يتم تِشخيص المَرض عن طَريق:
1. وُجود الدَم في البَول (وهي حالة مرضية تعرف بِـفرط كيتون الدَم).
2. التَعرض إلى نَوبات هُبوط السُكر في الجِسم.

## العِلاج
يَتم غالباً علاج المَرض عَن طَريق:
1. التَحكم بِمستوى السكري وَمُعالجتهـ بـالأنسولين.
2. إعطاء السَوائل بالوَريد.
3. إجراء تَخطيط دوري للقلب (ECG).
4. مُراقبة مُستوى البُوتاسيوم بالدَم.

## المُضاعفات
1. تَعفن الدَم(إنتان).
2. مَشاكل في القَلب، مِثل: هبوط القَلب واحتِشاء عضلة القلب.
3. مَشاكل في الجِهاز التَنفسي.
4. تَمدد المَعدة الحاد.
5. اختِلاف مُتسوى عُنصر البُوتاسيوم ،ففي البِداية يظهر بِنفس المستوى الطبيعي لهـ ،وذلك لِأن الخَلايا نتيجة لارتفاع مستوى الحُموضة خارج الخَلية تقوم بإدخال الهَيدروجين ذو التَركيز العالي خارج الخَلية مع البُوتاسيوم داخل الخَلية وَمع تَقدم المَرض تقل مستويات البُوتاسيوم بشكل واضح مما يؤدي إلى التَأثير على عَمل القَلب.
6. تَناقص في مستوى الصوديوم في الدَم.
7. تَناقص في مُستوى الكلور وَالفُوسفات في الدَم.
8. بالإضافة إلى مُضاعفات مَرض السُكري.

## المَصادر
1. Medical Biochemistry , Alexandria University Faculty of Medicine 1st year ,Page.142
2. Diabetic Ketoacidosis medscape available at here